# Осенизио (Павија)
Осенизио је насеље у Италији у округу Павија, региону Ломбардија.
Према процени из 2011. у насељу је живело 20 становника. Насеље се налази на надморској висини од 479 м.